# Jobst Hermann (Schaumburg)
Jobst Hermann von Holstein-Schaumburg (* 6. Oktober 1593 auf Burg Gemen; † 5. November 1635 in Bückeburg) war ein Mitglied des Adelshauses von Schaumburg und Holstein. Ab 1622 war Jobst Hermann Graf von Schaumburg und Graf von Holstein-Pinneberg.

## Leben
Jobst Hermanns Eltern waren Edler Herr Heinrich V. von Schaumburg zu Gemen (1566–1597) aus der Gemener Nebenlinie und Gräfin Mechthild zu Limburg-Styrum (1561–1622), eine Tochter des Grafen Hermann Georg von Limburg-Styrum.
Nach dem Tod seines Vaters 1597 wurde er als Vierjähriger dessen Nachfolger in der Herrschaft Gemen. Dort lebte er zurückgezogen, nachdem seine Erziehung in Köln abgeschlossen war. Als 1622 Fürst Ernst von Holstein-Schaumburg ohne Nachkommen starb, war sein Cousin Hermann  (* 15. September 1575; † 15. Dezember 1634), Sohn von Jobst II., der nächste männliche Verwandte. Er verzichtete jedoch für seinen Neffen Jobst Hermann auf die Regierung in der Grafschaften Holstein-Pinneberg und Schaumburg. Jobst Hermann legte den von seinem Großonkel 1619 erkauften Fürstentitel wieder ab und nannte sich Graf.
Obwohl Jobst Hermann katholisch erzogen war, machte er keinen Versuch, die Konfession seiner Gebiete zu ändern. Während des Dreißigjährigen Krieges hatte er keine nennenswerten Gestaltungsmöglichkeiten, konnte jedoch seiner Herrschaft Gemen die schlimmsten Bedrückungen der kaiserlichen und hessischen Truppen ersparen. Hingegen wurde das Schloss in Pinneberg in Holstein, ehemals Residenz der schauenburgischen Grafen Otto III. und Otto IV., 1627 von Tilly eingenommen.
Unverheiratet und deshalb ohne legitime Nachkommen starb Jobst Hermann 1635 im Alter von 42 Jahren. Wegen des Krieges und aus Kostengründen wurde er erst am 6. Juli 1642 zusammen mit seinem Nachfolger Otto V. im fürstlichen Mausoleum in Stadthagen beigesetzt.

### Erbschaft
Im Erbfolgestreit zwischen den Familien Holstein-Schaumburg und Limburg-Styrum um die Herrschaft Gemen konnte sich die Schwester seiner Mutter, Gräfin Agnes von Limburg-Styrum, Äbtissin von Vreden, durchsetzen. Sie trat das Erbe kurze Zeit später an ihren Neffen, Hermann Otto I. von Limburg-Styrum, ab, der ein wohlhabender Mann und als Generalleutnant der Kavallerie im Dienst der Generalstaaten ein erfolgreicher Kriegsmann war. Dessen zweiter Sohn, Adolf Ernst, trat 1644 die Herrschaft in Gemen an. Nach seiner Heirat mit Gräfin Isabella (Tochter des Feldmarschalls Graf Alexander von Velen zu Raesfeld) residierte er in Gemen und versuchte erfolglos, dort wieder den Katholizismus einzuführen.